# Jeremy Geidt
Jeremy Wollaston Geidt (c. 1930 - 6 de agosto de 2013) fue un actor de teatro y profesor de interpretación estadounidense nacido como británico. Fue también un miembro fundador de la American Repertory Theater y el Yale Repertory Theatre.

## Biografía
Nacido en Londres, Geidt era disléxico en su juventud y abandonó la escuela. A la edad de 16 años, hizo una audición en el Old Vic y más tarde enseñó allí. Se casó y tuvo una hija con la actriz Patricia Kneale. Se divorciaron y, en torno a 1961, después de aparecer en el escenario y producciones de televisión, empezó a recorrer con el grupo "The Establishment", con presentaciones de sátira. El grupo realizó una gira en los EE. UU., donde conoció a su futura esposa Jan Graham en Washington D. C.
Geidt se quedó en los Estados Unidos, convirtiéndose en un miembro fundador del Yale Repertory Theatre en 1966. Se convirtió en profesor de actuación en la Escuela de Arte Dramático de la Universidad de Yale. Luego pasó a ser miembro fundador del American Repertory Theater y un instructor que actúa en su Instituto de Formación Avanzada de Teatro. También fue profesor de interpretación en la Universidad de Harvard en 1998.
Alrededor del año 2000, Geidt fue diagnosticado con cáncer. Sin embargo, se negó a dejar las presentaciones. El 6 de agosto de 2013, sufrió un ataque al corazón y murió en su casa en Cambridge, Massachusetts. Él tenía 83 años y le sobreviven su esposa Jan, sus dos hijas y su hija junto a Kneale.

## Carrera de actor

### Películas
Aunque Geidt prefiere una vida en el escenario, apareció en pequeños papeles en varias películas.
Ente las cuales está:
- Private Potter (1962)
- The Spanish Prisoner (1997)
- Next Stop Wonderland (1998)

### Trabajo de la etapa parcial

#### Con el American Repertory Theater
Trabajó en las siguientes:
- Cabaret como Max (2010)
- La gaviota como Sorin (2009)
- Julius Caesar como Cicero (2008)
- The Onion Cellar (2007)
- Three Sisters como Ferapont (2006)
- A Midsummer Night's Dream como Quince/Snug (2004)
- Loot como Truscott (2000)
- Ivanov como Lebedev (2000)
- Man and Superman como Mendoza/Devil (1997)
- Buried Child como Dodge (1996)
- The Threepenny Opera como Peachum/Petey (1995)
- Major Barbara como Undershaft
- Heartbreak House como Shotover
- Henry IV como Falstaff
- Twelfth Night como Toby Belch
- The Caretaker como Davies
- The Homecoming como Max
- Waiting for Godot como Vladimir
- The Cherry Orchard como Gaev

### Premios
- Premio Elliot Norton a Mejor Actor (1992)[3][5]